# Vườn quốc gia Bukit Tigapuluh
Vườn quốc gia Bukit Tigapuluh còn được gọi là Bukit Tiga Puluh và Bukit Tigapulah (Ba mươi ngọn đồi) là một vườn quốc gia có diện tích 143.223 hecta ở phía đông Sumatra (Indonesia) bao gồm chủ yếu là rừng đất thấp nhiệt đới phần lớn ở tỉnh Riau, với một phần nhỏ hơn rộng 33.000 hecta ở Jambi. Nơi đây nổi tiếng là một trong những nơi trú ẩn cuối cùng của các loài quý hiếm như đười ươi Sumatra, voi Sumatra, hổ Sumatra, lợn vòi Mã Lai cùng nhiều loài chim khác đang bị đe dọa. Nó tạo thành một phần của điểm nóng đa dạng sinh học tổ hợp Tesso Nilo. Bukit Tigapuluh là nơi sinh sống của các dân tộc bản địa thuộc bộ tộc Orang Rimba và Talang Mamak. Tuy nhiên, vườn quốc gia này đang bị đe dọa nghiêm trọng bởi tình trạng khai thác gỗ trái phép và các đồn điền trồng dầu cọ với 2/3 diện tích đang bị khai thác.

## Động thực vật
Hệ sinh thái ở đây gồm rừng đất thấp và rừng cao nguyên với một số cây chính như xay đào, gụ Philippine, hoa sữa, tualang, mây đang và các loại song mây.
Về động vật, vườn quốc gia này có 59 loài động vật có vú, trong đó có 6 loài linh trưởng và 18 loài dơi, ngoài ra còn có 198 loài chim và nhiều loài bướm khác nhau. Động vật có vú bao gồm đười ươi Sumatra, hổ Sumatra, voi Sumatra, lợn vòi, gấu chó, vượn mực, khỉ đuôi dài, voọc đen Sumatra, cu li lớn, báo gấm, mèo báo, mèo gấm, chó hoang châu Á, cầy hương Mã Lai, mang Ấn Độ, sơn dương Sumatra, cheo cheo Java. Một số loài chim đáng chú ý gồm trĩ sao lớn, cu xanh Olax, chích chòe lửa, gõ kiến bụng trắng, diều hoa Miến Điện, yểng, hồng hoàng mũ cát, hồng hoàng nếp nhăn, ngan cánh trắng, cò Storm, khướu ngực xám và đuôi cụt hồng lựu.